# Johann Pezzl
Johann Pezzl (Mallersdorf, 30 novembre 1756 – Vienna, 9 giugno 1823) è stato uno scrittore tedesco.

## Biografia
Figlio di un fornaio, fu in seminario a Mallersdorf e studiò fisica al liceo benedettino di Frisinga (1768-1775), per entrare poi come novizio all'Abbazia di Scheyern. Abbandonata la vita religiosa dopo un anno di prova, studiò diritto all'Università di Salisburgo (1776-1780). Le sue Briefe aus dem Noviziat gli costarono l'obbligo dell'abiura, che lo spinse a stabilirsi a Zurigo, dove fu traduttore della letteratura di viaggio francese e tentò di affermarsi come scrittore. Ostacoli della censura gli suggerirono di trasferirsi a Vienna, attratto dalle innovazioni di Giuseppe II. Qui si fece massone nel 1785. Segretario, lettore e bibliotecario del principe di Kaunitz, entrò nei circoli dell'illuminismo viennese, di cui fu uno dei più prolifici esponenti, topografo e ritrattista morale, e nel salotto letterario di Greiner. Si formò quindi una posizione, anche con la pubblicazione di vari scritti e un ricco matrimonio, perdendo però lo smalto satirico dei suoi primi lavori. Apparve anonimo nel 1783 e fu più volte riedito il suo romanzo più noto, Faustin oder das philosophische Jahrhundert, modellato sul Candido volterriano e ferocemente anticlericale. Con i suoi romanzi e i suoi scritti epistolari contribuì al formarsi di una coscienza nazionale austriaca.

## Opere
- Briefe aus dem Noviziat (1780-1783)
- Reise durch das Gebiet von Zürich (1783)
- Faustin oder das philosophische Jahrhundert (1783)
- Reise durch den Baierischen Kreis (1784)
- Marokkanische Briefe (1784)
- Merkwürdige Schriften zum Andenken des philosophischen Jahrhunderts (1785)
- Skizze von Wien (1786-1790)
- Schatten und Licht, Epilog zu den Wiener Maurerschriften (1786)
- Biographisches Denkmal Riesbecks (1786)
- Vertraute Briefe über Katholiken und Protestanten (1787)
- Abdul Erzerum’s neue persische Briefe (1787)
- Sinzerus, der Reformator (1787)
- Denkmal auf M. Stoll (1788)
- Österreichische Biographien (1790-1792)
- Charakteristik Josephs II. (1790)
- Loudon's Lebensgeschichte (1791)
- Lebensbeschreibungen des Fürsten Raimund Montekukuli, des Fürsten Wenzel Lichtenstein, des Hofraths Ignatz von Born samt einem Portraite (1792)
- Ulrich von Unkenbach und seine Steckenpferde (1800-1802)
- Geschichte Papst Pius des Sechsten, seligen Gedächtniß (1800)
- Neue Skizze von Wien (1805)
- Beschreibung von Wien (1806)
- Die Umgebungen Wiens (1807)
- Gabriel oder die Stiefmutter Natur (1810)
- Description et plan de la ville de Vienne (1812)
- Les environs de Vienne (1812)
- Beschreibung der Haupt- und Residenz-Stadt Wien (1816)
- Wien mit Umgebung und dessen Merkwürdigkeiten (1821)
- Chronik von Wien (1824)